# Toxitiades
Toxitiades is een kevergeslacht uit de familie van de boktorren (Cerambycidae). De wetenschappelijke naam van het geslacht werd voor het eerst geldig gepubliceerd in 1893 door Fairmaire.

## Soorten
Toxitiades omvat de volgende soorten:
- Toxitiades confusus Villiers, Quentin & Vives, 2011
- Toxitiades corvinus Villiers, Quentin & Vives, 2011
- Toxitiades humeralis Villiers, Quentin & Vives, 2011
- Toxitiades olivaceus (Fairmaire, 1903)
- Toxitiades perrieri (Fairmaire, 1903)
- Toxitiades russus (Fairmaire, 1893)
- Toxitiades sericeus (Guérin-Méneville, 1844)
- Toxitiades subustus (Fairmaire, 1893)
- Toxitiades vinosus (Fairmaire, 1893)